# Вулиця Микулинецька-бічна (Тернопіль)
Вулиця Микулинецька бічна — вулиця в мікрорайоні «Березовиця» міста Тернополя. 

## Відомості
Розпочинається від вулиці Микулинецької, пролягає на північ в напрямку Південного промислового району, де й закінчується.

## Забудова
Вулиця Микулинецька-бічна забудована дво- та чотириповеховими житловими будинками, приватними садибами та частково присутня промислова забудова радянських часів — це території колишніх підприємств, що припинили своє існування протягом 1990—2000-х років. Нині чисельні приміщення переобладнані на склади, гуртівні та використовуються різними комерційними структурами. 
У 1999—2004 роках на вулиці збудована церква Святого Димитрія. Церква перебуває у користуванні парафії святого Великомученика Димитрія Тернопільсько-Зборівської архиєпархії УГКЦ (вул. Микулинецька-бічна, 14).

## Транспорт
Рух вулицею — двосторонній, дорожнє покриття — асфальт. Громадський транспорт по вулиці не курсує, найближчі зупинки розташовані на вулиці Микулинецькій.